# Rubia oncotricha
Rubia oncotricha är en måreväxtart som beskrevs av Hand.-mazz.. Rubia oncotricha ingår i släktet krappar, och familjen måreväxter. Inga underarter finns listade i Catalogue of Life.